# Sun Tiantian
Pour les articles homonymes, voir Sun.
Ne pas confondre avec Sun Shengnan, également joueuse de tennis.
Dans ce nom chinois, le nom de famille, Sun, précède le nom personnel.
Sun Tiantian (en chinois simplifié : 孙甜甜 ; chinois traditionnel : 孫甜甜 ; pinyin : Sūn Tiántián), née le 12 octobre 1981 dans le Henan, est une joueuse de tennis chinoise, professionnelle de 2000 à 2009.
Associée à Li Ting, elle a décroché la médaille d'or aux Jeux olympiques d'Athènes en 2004.
Au cours de sa carrière, elle a gagné douze tournois WTA, dont onze en double dames. Elle a également gagné un titre du Grand Chelem en double mixte, à l'Open d'Australie 2008, aux côtés du Serbe Nenad Zimonjić.
Elle compte des victoires face à des joueuses de renom comme Victoria Azarenka (Tachkent), Tathiana Garbin ou Samantha Stosur.

## Palmarès

### Titre en simple dames
| No | Date       | Nom et lieu du tournoi  | Catégorie | Dotation  | Surface    | Finaliste         | Score    |          |
| -- | ---------- | ----------------------- | --------- | --------- | ---------- | ----------------- | -------- | -------- |
| 1  | 02/10/2006 | Tashkent Open, Tachkent | Tier IV   | 145 000 $ | Dur (ext.) | Iroda Tulyaganova | 6-2, 6-4 | Parcours |

### Finale en simple dames
Aucune

### Titres en double dames
| No | Date       | Nom et lieu du tournoi                | Catégorie     | Dotation  | Surface         | Partenaire | Finalistes                                 | Score            |          |
| -- | ---------- | ------------------------------------- | ------------- | --------- | --------------- | ---------- | ------------------------------------------ | ---------------- | -------- |
| 1  | 09/06/2003 | Wien Energie Grand Prix Vienne        | Tier III      | 170 000 $ | Terre (ext.)    | Li Ting    | Yan Zi Zheng Jie                           | 6-3, 6-4         | Parcours |
| 2  | 27/10/2003 | Challenge Bell Québec                 | Tier III      | 170 000 $ | Moquette (int.) | Li Ting    | Els Callens Meilen Tu                      | 6-3, 6-3         | Parcours |
| 3  | 03/11/2003 | Volvo Women’s Open Pattaya            | Tier V        | 110 000 $ | Dur (ext.)      | Li Ting    | Wynne Prakusya Angelique Widjaja           | 6-4, 6-3         | Parcours |
| 4  | 15/08/2004 | Olympic Tennis Event Athènes          | J. olympiques | NC        | Dur (ext.)      | Li Ting    | Conchita Martínez · Virginia Ruano Pascual | 6-3, 6-3         | Parcours |
| 5  | 27/09/2004 | International Women’s Open Guangzhou  | Tier III      | 170 000 $ | Dur (ext.)      | Li Ting    | Yang Shu-jing Yu Ying                      | 6-4, 6-1         | Parcours |
| 6  | 25/04/2005 | Estoril Open Estoril                  | Tier IV       | 140 000 $ | Terre (ext.)    | Li Ting    | Michaëlla Krajicek Henrieta Nagyová        | 6-3, 6-1         | Parcours |
| 7  | 06/02/2006 | Women's Open Pattaya                  | Tier IV       | 170 000 $ | Dur (ext.)      | Li Ting    | Yan Zi Zheng Jie                           | 3-6, 6-1, 7-65   | Parcours |
| 8  | 01/05/2006 | Estoril Open Estoril                  | Tier IV       | 145 000 $ | Terre (ext.)    | Li Ting    | Gisela Dulko María Antonia Sánchez         | 6-2, 6-2         | Parcours |
| 9  | 25/09/2006 | International Women’s Open Guangzhou  | Tier III      | 175 000 $ | Dur (ext.)      | Li Ting    | Vania King Jelena Kostanić                 | 6-4, 2-6, 7-5    | Parcours |
| 10 | 01/10/2007 | Japan Open Tennis Championships Tokyo | Tier III      | 175 000 $ | Dur (ext.)      | Yan Zi     | Chuang Chia-jung Vania King                | 1-6, 6-2, [10-6] | Parcours |
| 11 | 08/10/2007 | PTT Open Bangkok                      | Tier III      | 200 000 $ | Dur (ext.)      | Yan Zi     | Ayumi Morita Junri Namigata                | Forfait          | Parcours |
| 12 | 03/03/2008 | Canara Bank Open Bangalore            | Tier II       | 600 000 $ | Dur (ext.)      | Peng Shuai | Chan Yung-jan Chuang Chia-jung             | 6-4, 5-7, [10-8] | Parcours |

### Finales en double dames
| No | Date       | Nom et lieu du tournoi                  | Catégorie | Dotation    | Surface      | Vainqueures                         | Partenaire        | Score            |          |
| -- | ---------- | --------------------------------------- | --------- | ----------- | ------------ | ----------------------------------- | ----------------- | ---------------- | -------- |
| 1  | 06/10/2003 | Tashkent Open Tachkent                  | Tier IV   | 140 000 $   | Dur (ext.)   | Yuliya Beygelzimer Tatiana Poutchek | Li Ting           | 6-3, 7-60        | Parcours |
| 2  | 16/02/2004 | ING Vysya Open Hyderabad                | Tier IV   | 140 000 $   | Dur (ext.)   | Liezel Huber Sania Mirza            | Li Ting           | 7-61, 6-4        | Parcours |
| 3  | 07/02/2005 | Hyderabad Open Hyderabad                | Tier IV   | 140 000 $   | Dur (ext.)   | Yan Zi Zheng Jie                    | Li Ting           | 6-4, 6-1         | Parcours |
| 4  | 27/02/2006 | Qatar Total Open Doha                   | Tier II   | 600 000 $   | Dur (ext.)   | Daniela Hantuchová Ai Sugiyama      | Li Ting           | 6-4, 6-4         | Parcours |
| 5  | 09/04/2007 | Family Circle Cup Charleston            | Tier I    | 1 340 000 $ | Terre (ext.) | Yan Zi Zheng Jie                    | Peng Shuai        | 7-5, 6-0         | Parcours |
| 6  | 21/05/2007 | Internationaux de Strasbourg Strasbourg | Tier III  | 175 000 $   | Terre (ext.) | Yan Zi Zheng Jie                    | Alicia Molik      | 6-3, 6-4         | Parcours |
| 7  | 11/06/2007 | DFS Classic Birmingham                  | Tier III  | 200 000 $   | Gazon (ext.) | Chan Yung-jan Chuang Chia-jung      | Meilen Tu         | 7-63, 6-3        | Parcours |
| 8  | 24/09/2007 | International Women’s Open Guangzhou    | Tier III  | 175 000 $   | Dur (ext.)   | Peng Shuai Yan Zi                   | Vania King        | 6-3, 6-4         | Parcours |
| 9  | 15/09/2008 | International Women’s Open Guangzhou    | Tier III  | 175 000 $   | Dur (ext.)   | Mariya Koryttseva Tatiana Poutchek  | Yan Zi            | 6-3, 4-6, [10-8] | Parcours |
| 10 | 14/09/2009 | International Women’s Open Guangzhou    | Intern'l  | 220 000 $   | Dur (ext.)   | Olga Govortsova Tatiana Poutchek    | Kimiko Date-Krumm | 3-6, 6-2, [10-8] | Parcours |

### Titre en double mixte
| No | Date       | Nom et lieu du tournoi    | Catégorie | Dotation    | Surface    | Partenaire     | Finalistes                  | Score     |          |
| -- | ---------- | ------------------------- | --------- | ----------- | ---------- | -------------- | --------------------------- | --------- | -------- |
| 1  | 14/01/2008 | Australian Open Melbourne | G. Chelem | 8 000 000 $ | Dur (ext.) | Nenad Zimonjić | Sania Mirza Mahesh Bhupathi | 7-64, 6-4 | Parcours |

## Parcours en Grand Chelem

### EN simple dames
| Année | Open d'Australie | Open d'Australie | Internationaux de France | Internationaux de France | Wimbledon       | Wimbledon         | US Open         | US Open           |
| ----- | ---------------- | ---------------- | ------------------------ | ------------------------ | --------------- | ----------------- | --------------- | ----------------- |
| 2003  | -                | -                | -                        | -                        | -               | -                 | 1er tour (1/64) | Saori Obata       |
| 2004  | -                | -                | -                        | -                        | 2e tour (1/32)  | Anne Kremer       | -               | -                 |
| 2005  | -                | -                | -                        | -                        | -               | -                 | 2e tour (1/32)  | Anabel Medina     |
| 2006  | 1er tour (1/64)  | Amélie Mauresmo  | 2e tour (1/32)           | Nicole Vaidišová         | 2e tour (1/32)  | Elena Likhovtseva | 1er tour (1/64) | Elena Likhovtseva |
| 2007  | 1er tour (1/64)  | Gisela Dulko     | 1er tour (1/64)          | Dominika Cibulková       | 1er tour (1/64) | Émilie Loit       | -               | -                 |

à droite du résultat, l’ultime adversaire.

### En double dames
| Année | Open d'Australie                 | Open d'Australie            | Internationaux de France    | Internationaux de France    | Wimbledon                  | Wimbledon                 | US Open                     | US Open                     |
| ----- | -------------------------------- | --------------------------- | --------------------------- | --------------------------- | -------------------------- | ------------------------- | --------------------------- | --------------------------- |
| 2003  | 1er tour (1/32) Li Ting          | A. van Exel Andreea Vanc    | -                           | -                           | -                          | -                         | 1er tour (1/32) Li Ting     | Nadia Petrova Mary Pierce   |
| 2004  | 3e tour (1/8) Li Ting            | Ruano Pascual Paola Suárez  | 2e tour (1/16) Li Ting      | S. Testud Roberta Vinci     | 1er tour (1/32) Li Ting    | Dominikovic An. Rodionova | -                           | -                           |
| 2005  | 3e tour (1/8) Li Ting            | A. Myskina V. Zvonareva     | 1/4 de finale Li Ting       | Cara Black Liezel Huber     | -                          | -                         | 3e tour (1/8) Li Ting       | A.-L. Grönefeld Navrátilová |
| 2006  | 3e tour (1/8) Li Ting            | Lisa Raymond S. Stosur      | 2e tour (1/16) Li Ting      | I. Benešová B. Z. Strýcová  | 1er tour (1/32) Li Ting    | B. Mattek M. Washington   | 1er tour (1/32) Li Ting     | A. Harkleroad G. Voskoboeva |
| 2007  | 1/4 de finale Sun Shengnan       | Yan Zi Zheng Jie            | 2e tour (1/16) Sun Shengnan | Anabel Medina Ruano Pascual | 1/4 de finale Likhovtseva  | K. Srebotnik Ai Sugiyama  | 1er tour (1/32) Likhovtseva | A. Harkleroad V. Zvonareva  |
| 2008  | 2e tour (1/16) Peng Shuai        | A. Bondarenko K. Bondarenko | 3e tour (1/8) Peng Shuai    | V. Azarenka Shahar Peer     | 1er tour (1/32) Peng Shuai | C. Castaño Kaia Kanepi    | -                           | -                           |
| 2009  | 1er tour (1/32) Chuang Chia-jung | Ágnes Szávay Elena Vesnina  | 2e tour (1/16) Olga Savchuk | Hsieh Su-wei Peng Shuai     | -                          | -                         | -                           | -                           |

sous le résultat, la partenaire ; à droite, l’ultime équipe adverse.

### En double mixte
| Année | Open d'Australie            | Open d'Australie         | Internationaux de France    | Internationaux de France  | Wimbledon                    | Wimbledon                 | US Open                       | US Open                   |
| ----- | --------------------------- | ------------------------ | --------------------------- | ------------------------- | ---------------------------- | ------------------------- | ----------------------------- | ------------------------- |
| 2004  | -                           | -                        | 1er tour (1/16) Petr Pála   | M. A. Sánchez F. López    | 3e tour (1/8) Gastón Etlis   | Rennae Stubbs J. Björkman | -                             | -                         |
| 2005  | 1er tour (1/16) J. Erlich   | Ruano Pascual Rick Leach | -                           | -                         | -                            | -                         | 1er tour (1/16) Simon Aspelin | D. Hantuchová M. Bhupathi |
| 2006  | -                           | -                        | 2e tour (1/8) Simon Aspelin | V. Zvonareva Andy Ram     | 2e tour (1/16) Simon Aspelin | Rennae Stubbs Todd Perry  | 2e tour (1/8) Julian Knowle   | Navrátilová Bob Bryan     |
| 2007  | 1/4 de finale Julian Knowle | F. Schiavone J. Björkman | 1/2 finale Julian Knowle    | N. Dechy Andy Ram         | 3e tour (1/8) Julian Knowle  | J. Janković Jamie Murray  | 1er tour (1/16) Julian Knowle | Květa Peschke Martin Damm |
| 2008  | Victoire N. Zimonjić        | Sania Mirza M. Bhupathi  | 1er tour (1/16) Max Mirnyi  | Alizé Cornet Marcelo Melo | 2e tour (1/16) N. Zimonjić   | N. Vaidišová Lukáš Dlouhý | -                             | -                         |

sous le résultat, le partenaire ; à droite, l’ultime équipe adverse.

## Parcours en «Premier Mandatory» et «Premier 5»
Découlant d'une réforme du circuit WTA inaugurée en 2009, les tournois WTA « Premier Mandatory » et « Premier 5 » constituent les catégories d'épreuves les plus prestigieuses, après les quatre levées du Grand Chelem.

### En double dames
| Année                  | Premier Mandatory | Premier Mandatory | Premier Mandatory | Premier Mandatory | Premier Mandatory | Premier Mandatory   | Premier Mandatory     | Premier Mandatory    | Premier 5         | Premier 5 | Premier 5 | Premier 5 | Premier 5 | Premier 5 | Premier 5 | Premier 5 | Premier 5  | Premier 5  | Premier 5 | Premier 5 | Premier 5 | Premier 5 |
| Année                  | Indian Wells      | Indian Wells      | Miami             | Miami             | Madrid            | Madrid              | Pékin                 | Pékin                | Dubaï             | Dubaï     | Doha      | Doha      | Rome      | Rome      | Canada    | Canada    | Cincinnati | Cincinnati | Tokyo     | Tokyo     | Wuhan     | Wuhan     |
| ---------------------- | ----------------- | ----------------- | ----------------- | ----------------- | ----------------- | ------------------- | --------------------- | -------------------- | ----------------- | --------- | --------- | --------- | --------- | --------- | --------- | --------- | ---------- | ---------- | --------- | --------- | --------- | --------- |
| 2009                   |                   |                   |                   |                   |                   |                     |                       |                      |                   |           |           |           |           |           |           |           |            |            |           |           |           |           |
| 1er tour (1/16) Chan Y | Benešová Strýcová | —                 | —                 | —                 | —                 | 1er tour (1/16) Sun | Kudryavtseva Makarova | 1/4 de finale Chan Y | C. Black L. Huber |           |           | —         | —         | —         | —         | —         | —          | —          | —         |           |           |           |

N.B. : le nom de la partenaire se trouve sous le résultat ; le nom des ultimes adversaires se trouve à droite.

## Parcours aux Jeux olympiques

### En double dames
| # | Date       | Nom de l'olympiade           | Surface    | Résultat        | Partenaire | Ultimes adversaires                        | Score      |          |
| - | ---------- | ---------------------------- | ---------- | --------------- | ---------- | ------------------------------------------ | ---------- | -------- |
| 1 | 15/08/2004 | Olympic Tennis Event Athènes | Dur (ext.) | Or              | Li Ting    | Conchita Martínez · Virginia Ruano Pascual | 6-3, 6-3   | Parcours |
| 2 | 11/08/2008 | Olympic Tennis Event Pékin   | Dur (ext.) | 1er tour (1/16) | Peng Shuai | Olga Govortsova Darya Kustova              | 7-61, 7-63 | Parcours |

## Parcours en Fed Cup
| #                                                              | Date       | Lieu                | Surface      | Gagnante(s)                          | Perdante(s)               | Score         |          |
|                                                                |            |                     |              |                                      |                           |               |          |
| 2002 - Barrage (groupe mondial I) - Chine - Russie - 0 : 5     |            |                     |              |                                      |                           |               |          |
| 1                                                              | 20/07/2002 | Pékin               | Dur (int.)   | Elena Dementieva                     | Sun Tiantian              | 6-2, 6-3      | Parcours |
|                                                                |            |                     |              |                                      |                           |               |          |
| 2005 - Barrage (groupe mondial II) - Chine - Slovénie - 4 : 1  |            |                     |              |                                      |                           |               |          |
| 2                                                              | 09/07/2005 | Pékin               | Dur (int.)   | Li Ting Sun Tiantian                 | Tina Križan Sandra Volk   | 6-2, 6-0      | Parcours |
|                                                                |            |                     |              |                                      |                           |               |          |
| 2006 - Barrage (groupe mondial I) - Chine - Allemagne - 4 : 1  |            |                     |              |                                      |                           |               |          |
| 3                                                              | 15/07/2006 | Pékin               | Dur (int.)   | Tatjana Malek                        | Sun Tiantian              | 4-6, 6-3, 6-3 | Parcours |
|                                                                |            |                     |              |                                      |                           |               |          |
| 2007 - 1/4 de finale (groupe mondial) - Italie - Chine - 5 : 0 |            |                     |              |                                      |                           |               |          |
| 4                                                              | 21/04/2007 | Castellaneta Marina | Terre (ext.) | Tathiana Garbin                      | Sun Tiantian              | 6-4, 2-6, 6-3 | Parcours |
| 4                                                              | 21/04/2007 | Castellaneta Marina | Terre (ext.) | Mara Santangelo                      | Sun Tiantian              | 6-4, 6-2      | Parcours |
| 4                                                              | 21/04/2007 | Castellaneta Marina | Terre (ext.) | Mara Santangelo Roberta Vinci        | Sun Shengnan Sun Tiantian | 6-2, 6-4      | Parcours |
|                                                                |            |                     |              |                                      |                           |               |          |
| 2007 - Barrage (groupe mondial I) - Belgique - Chine - 1 : 4   |            |                     |              |                                      |                           |               |          |
| 5                                                              | 14/07/2007 | Knokke-Heist        | Terre (ext.) | Sun Tiantian                         | Debbrich Feys             | 6-4, 6-2      | Parcours |
| 5                                                              | 14/07/2007 | Knokke-Heist        | Terre (ext.) | Sun Tiantian                         | Yanina Wickmayer          | 6-4, 6-3      | Parcours |
|                                                                |            |                     |              |                                      |                           |               |          |
| 2008 - 1/2 finale (groupe mondial) - Chine - Espagne - 1 : 4   |            |                     |              |                                      |                           |               |          |
| 6                                                              | 26/04/2008 | Pékin               | Dur (int.)   | Nuria Llagostera María José Martínez | Peng Shuai Sun Tiantian   | 6-2, 6-1      | Parcours |
|                                                                |            |                     |              |                                      |                           |               |          |
| 2009 - 1/4 de finale (groupe mondial) - Russie - Chine - 5 : 0 |            |                     |              |                                      |                           |               |          |
| 7                                                              | 07/02/2009 | Moscou              | Dur (int.)   | Alisa Kleybanova                     | Sun Tiantian              | 6-1, 6-1      | Parcours |
| 7                                                              | 07/02/2009 | Moscou              | Dur (int.)   | Elena Dementieva Svetlana Kuznetsova | Sun Tiantian Yan Zi       | 1-6, 6-4, 6-4 | Parcours |

## Classements WTA en fin de saison

### En simple
| Année | 2000 | 2001 | 2002 | 2003 | 2004 | 2005 | 2006 | 2007 | 2008 | 2009 |
| Rang  | 364  | 375  | 228  | 141  | 118  | 104  | 81   | 232  | 282  | 841  |

source : (en) « Classements de Sun Tiantian », sur le site officiel du WTA Tour

### En double
| Année | 2000 | 2001 | 2002 | 2003 | 2004 | 2005 | 2006 | 2007 | 2008 | 2009 |
| Rang  | 361  | 221  | 184  | 48   | 28   | 36   | 30   | 16   | 33   | 79   |

source : (en) « Classements de Sun Tiantian », sur le site officiel du WTA Tour